# جبريل سانتوس
جبريل سانتوس (بالبرتغالية: Gabriel dos Santos Nascimento) (5 مارس 1983 ببورتو أليغري في البرازيل - ) هو لاعب كرة قدم برازيلي في مركزي قلب الدفاع والدفاع. لعب مع نادي بالميراس ونادي بونتي بريتا ونادي سبورت ريسيفه ونادي سيارا ونادي فلومينينسي ونادي هبوعيل تل أبيب ونادي أمريكا وفيلا نوفا أتليتيكو ‏.

## وصلات خارجية
- جبريل سانتوس على موقع قاعدة بيانات كرة القدم.إي يو (الإنجليزية)
- جبريل سانتوس على موقع Soccerway.com (الإنجليزية)
- جبريل سانتوس على موقع عالم كرة القدم.نت (الإنجليزية)